# Spilosoma pratti
Spilosoma pratti är en fjärilsart som beskrevs av Bethune-Baker 1904. Spilosoma pratti ingår i släktet Spilosoma och familjen björnspinnare. Inga underarter finns listade i Catalogue of Life.